# Purinski receptor
Purinski receptori, takođe poznati kao purinoceptori, su familija molekula ćelijske membrane koji doprinose brojnim ćelijskim funkcijama, kao što su vaskularna reaktivnost, apoptoza i izlučivanje citokina. Te funkcije još uvek nisu potpuno okarakterisane i efekat ekstracelularnog mikro okruženja na njihovu funkciju takođe nije dovoljno ispitan.
Ova familija obuhvata sledeće receptore:
| Ime           | Aktivacija                                                   | Klasa                              |
| P1 receptori  | adenozin                                                     | G protein spregnuti receptori      |
| P2Y receptori | nukleotidi - ATP - ADP - UTP - UDP - Uridin-difosfat glukoza | G protein spregnuti receptori      |
| receptori     | ATP                                                          | Ligandom kontrolisani jonski kanal |

## Inhibitori
Inhibitori purinskih receptora su clopidogrel, prasugrel i tiklopidin, kao i lek u ispitivanju tikagrelor. Svi oni su antitrombocitni lekovi koji blokiraju 12 
receptore.

## Spoljašnje veze
- baza podataka - Adenozin receptori Архивирано на веб-сајту  (11. август 2013)
- baza podataka - P2Y receptori Архивирано на веб-сајту  (11. август 2013)
- Purinergic+Receptors на 